# Łopaciszki (sielsowiet Podhorodno)
Łopaciszki (biał. Лапацішкі; ros. Лопатишки) – wieś na Białorusi, w obwodzie grodzieńskim, w rejonie werenowskim, w sielsowiecie Podhorodno.
W dwudziestoleciu międzywojennym leżały w Polsce, w województwie nowogródzkim, w powiecie lidzkim, w gminach Aleksandrowo (do 1925), Mackiszki (1925–1929) oraz Żyrmuny (od 1929). Po II wojnie światowej w granicach Związku Sowieckiego. Od 1991 w niepodległej Białorusi.